# Marie Sellier
Pour les articles homonymes, voir Sellier.
Marie Sellier, née le 12 décembre 1953, est une écrivaine et scénariste française. 

## Biographie
Diplômée de l’Institut d'études politiques de Paris, Marie Sellier travaille d'abord comme journaliste pendant plusieurs années avant de se tourner vers l’édition, et de créer sa première collection, l'Enfance de l'Art, à la Réunion des musées nationaux.
Autrice d’une centaine de titres pour la jeunesse, elle explore, en direction des enfants, le champ de l’art, sous toutes ses formes, livres d’initiation pour les plus jeunes, romans pour les adolescents. Son roman Cœur de pierre, publié en 2013, est par exemple consacré à deux géants de la sculpture, Camille Claudel et Auguste Rodin.
Marie Sellier travaille ensuite sur des artistes contemporains, dont témoignent de nombreux albums parmi lesquels L’Afrique petit Chaka (RMN éditions, prix Sorcières et Octogone 2001, prix de la jeunesse allemande, prix Andersen en Italie) avec la complicité de Marion Lesage, Les Douze Manteaux de maman (Le Baron perché) avec Nathalie Novi, Fanfan (éditions courtes et longues) avec Iris Fossier ou Le Secret de grand-mère, avec l’artiste suisse Armande Oswald.
Marie Sellier également écrit plusieurs films documentaires sur des peintres et des sculpteurs. Elle est notamment l’autrice, avec François Bertrand, du scénario de Moi, Van Gogh (réalisation François Bertrand et Peter Knapp, production Camera Lucida, la Géode) premier film en Imax jamais réalisé sur un peintre.
En 2018 est publié aux éditions Thierry Magnier son roman jeunesse  La Peau de mon tambour, qui, selon Michel Abescat dans son avis critique de Télérama est « un roman âpre et lumineux sur les bouleversements de l’adolescence. »
En janvier 2018, engageant la Société des gens de lettres dans ses convictions personnelles, elle signe la tribune parue dans Le Monde sous le titre « Des femmes libèrent une autre parole » ou, dans sa version web, « Nous défendons une liberté d'importuner, indispensable à la liberté sexuelle ».
Pendant plusieurs années, elle préside la Charte des auteurs et des illustrateurs jeunesse, puis le Conseil permanent des écrivains (CPE), association qui regroupe la quasi-totalité des sociétés, syndicats et associations d’auteurs français. En 2013, en tant que présidente du Conseil permanent des écrivains, elle signe avec le Syndicat national de l'édition (SNE) l’accord sur le contrat d’édition à l’ère du numérique, qui se concrétise en 2014 par une loi modifiant le code de la propriété intellectuelle. En 2014, elle est élue présidente de la Société des gens de lettres. Elle siège au conseil d’administration de la SOFIA jusqu'en 2021.

## Ouvrages

### ChezNathan
Initiatrice de la collection Entrée libre
- La Peinture (2004 et 2012)
- Arts primitifs (2005 et 2013)
- Arts décoratifs (2006)
- Poésie (2007)
- Impressionnisme (2007-2014)

#### Romans
- Journal d’Adeline, un été avec Van Gogh, roman (janvier 2010)
- Le Sourire de ma mère, une année avec Léonard de Vinci, roman (septembre 2011)
- Le Fils de Picasso, roman (septembre 2012)
- Cœur de pierre, roman (septembre 2013)
- Chien rouge, roman (août 2014)

#### Première initiation à l’art
- Mes dix premiers tableaux (septembre 2011)
- 10 tableaux et un ballon rouge (mars 2013)
- 10 tableaux et des animaux (mars 2014)

#### Autres
- Mon carnet vietnamien, illustré par Cécile Gambini (2005)
- L'Art et les Artistes, kaléidoc 9-12 ans (2002)
- Le Jour où Paplune nous a quittés, les petits romans des 7-8 ans (2003) épuisé
- Zoé et l'archéologue, mégascope (2004)

### À laRéunion des musées nationaux
Initiatrice et directrice de la collection L'Enfance de l'art. Auteur de 15 titres dans cette collection :
- B comme Bonnard (1993)
- C comme Chagall (1995)
- C comme Cézanne (1995)
- M comme Manet (1994)
- M comme Matisse (1993)
- T comme Toulouse-Lautrec (1992)
- Pompon, sculpteur (1994)
- Aménophis III, pharaon (1993)
- Rodin, sculpteur (avec Hélène Pinet) (1996)
- M comme Monet (1997)
- E comme Égypte (avec Élisabeth Delange) (1997)
- D comme Delacroix (1998)
- B comme Bruegel (1998)
- V comme Van Gogh (1999)
- C comme Chardin (1999)

Initiatrice et directrice de la collection Mon petit musée
- Mon petit Louvre, avec Violaine Bouvet-Lanselle (2001)
- Mon petit Orsay / My little Orsay / Mi pequeno Orsay (2001)
- Mon petit Picasso / My little Picasso (2002)
- Mon petit Guimet (2003)
- Mon petit Cluny (2004)
- Mon petit centre Pompidou / My little centre Pompidou (2007)
- Mon petit Versailles / My little Versailles (2008)
- Mon petit quai Branly / My little quai Branly (2009)
- Ma petite Orangerie / My little Orangerie (2010)
- Mon Luxembourg (janvier 2011)
- Mon petit Cézanne (septembre 2011)
- Mon petit Degas (mars 2012)
- Mon petit Matisse (mars 2012)

Autres
- L'Afrique, petit Chaka…, illustré par Marion Lesage (2000) ; rééd. format poche (2010)
- Le Rêve de Louis, illustré par Luc Gauthier (2002)
- Voyage au cœur du Louvre, avec Violaine Bouvet-Lanselle.(1999)
- Voyage au musée d'Orsay, avec Catherine Peugeot (2001)
- Couleur Renoir (sortie septembre 2009)
- Je vous écris de Versailles / writing from Versailles, pop-up, illustré par Vincent Dutrait, coédité par Casterman (sortie novembre 2009)
- Les Douze Manteaux de maman, illustré par Nathalie Novi (2004)
- La Lune nue, illustré par Hélène Rajcak (2006)
- Crépidule, la légende du chat de Saint-Cado, illustré par Matei Négreanu (2007)

### ChezPhilippe Picquier jeunesse
- La Naissance du Dragon, avec Catherine Louis et Wang Fei (2006)
- La Naissance de Ganesh, avec Catherine Louis (2007)
- Le rat m’a dit, avec Catherine Louis (2008)
- Le Petit Chaperon chinois, avec Catherine Louis (2010)
- Dragons et Dragon (janvier 2012)
- Mô et le Maître du temps (octobre 2013)

### ChezGallimard Jeunesse
- Petites Histoires du grand Louvre, illustré par James Prunier (2002)
- Envol d'enfance (ouvrage collectif)

### AuSeuil jeunesse
- Le Secret de grand-mère, illustré par Armande Oswald (août 2013)

### Éditions courtes et longues
- Fanfan, illustré par Iris Fossier (2012)
- Mon monstre, illustré par Jean Luc Busquet (2014)
- Brume et les Toucouleurs, illustré par Matthieu Limo (2015)

### ChezParis Musées
Initiatrice de la collection Des mains pour créer
- Zadkine (2001)
- Bourdelle (2002)
- Maillol (2003)
- Carriès (2003)
- Barye (2003)
- Carpeaux (2004)
- Rodin (2004)
- Les Flèches de Cupidon, illustré par Alice Charbin (2004)
- Miriam mafou métisse, illustré par Diagne Chanel (2004)
- L'Histoire sans fin des Mafous et des Ratafous, illustré par Diagne Chanel (2005)

### ÀLa Martinière jeunesse
- Le Secret de Raya l’embaumeur (2007)

### ChezBayard presse & édition
- Le Rêve de Nikita (1982)
- Un amour d’enfance (ouvrage collectif sous la direction de Marie-Aude Murail)

### Aux ÉditionsLe Télégramme
- Mais où est donc passé Yvon ? illustré par Béatrice Giffo (2003)

### ChezJohn Libbey
- Les Clairs-obscurs de l’âme, un voyage artistique au cœur de la bipolarité, avec le docteur Philippe Nuss (2006)

### Aux Éditions du Musée de Bourges
- Mon petit Estève (novembre 2008)

### Aux Éditions duMusée de la Chartreuseà Douai
- Ma petite Chartreuse (mai 2008)

### Autres éditeurs
- Énorme, illustré par l'auteur, Maison Malo Quirvane, dans la collection Les Soirts Courts (2019)
- Tout petit, illustré par Ilya Green, Casterman (2018)
- La Peau de mon tambour[1], éditions Thierry Magnier (2018)

## Traductions
- Nicola Davies (en) (trad. de l'anglais, ill. Gary Blythe), Moi Nanouk, ours polaire, 2005 (ISBN 978-2092507711)
- Chih-Yuan Chen (trad. de l'anglais), Le Plus beau de tous les Noëls [« The Best Christmas Ever »], 2006 (ISBN 978-2092513033)

## Filmographie (scénariste)
- 1997 : Artistes, série de Michaël Gaumnitz
- 1998 : Rodin sculpteur
- 1999 : Bruegel peintre
- 2000 : Renoir peintre
- 2001 : Chardin peintre (film officiel de l'exposition Chardin aux galeries du Grand Palais, Paris)
- 2009 : Moi, van Gogh, de François Bertrand et Peter Knapp, prix du jury du festival de la Géode

## Prix et distinctions
- Prix Libbylit 2018[6] délivré par l' IBBY, catégorie Roman, pour La Peau de mon tambour

### Décorations
- Officière de l'ordre des Arts et des Lettres (juillet 2013)[7].
- Chevalière de la Légion d'honneur (juillet 2014)[8].

## Sources
- Fiche de Marie Sellier, site de la Société des Gens de Lettres.